# Chronologie de la Roumanie
Cette chronologie de l'Histoire de la Roumanie nous donne les clés pour mieux comprendre l'histoire de la Roumanie, l'histoire des peuples qui ont vécu ou vivent dans l'actuelle Roumanie.

## XIXesiècle
- 9 mai 1877 : La Roumanie proclame son indépendance.

## XXesiècle
- 27 août 1916 : Les troupes roumaines pénètrent en Transylvanie et parviennent à prendre brièvement une partie du territoire austro-hongrois.
- 1er décembre 1918 : Rattachement de la Transylvanie à la Roumanie.
- 4 juin 1920 : Signature du Traité de Trianon.
- 30 décembre 1947 : Abolition de la monarchie.
- 25 décembre 1989 : mort d'Elena et de Nicolae Ceaușescu.